# NGC 4905
NGC 4905 é uma galáxia espiral barrada (SB0-a) localizada na direcção da constelação de Centaurus. Possui uma declinação de -30° 52' 03" e uma ascensão recta de 13 horas, 01 minutos e 30,6 segundos.
A galáxia NGC 4905 foi descoberta em 30 de Março de 1835 por John Herschel.